# Крадущийся тигр, затаившийся дракон: Меч судьбы
«Крадущийся тигр, затаившийся дракон: Меч судьбы» (кит. 臥虎藏龍：青冥寶劍, англ. Crouching Tiger, Hidden Dragon: Sword of Destiny) — художественный фильм режиссёра Юнь Вопхина. Сиквел фильма «Крадущийся тигр, затаившийся дракон». Главные роли исполнили Донни Йен и Мишель Йео.

## Сюжет
После восемнадцати лет одиночества воительница Юй Сюлянь отправляется в Пекин, где находится Зелёная Судьба — легендарный меч её покойной любви Ли Мубая. В лесу на неё нападают воины из клана Западного Лотоса. Во время схватки всадник в маске приходит ей на помощь, и им вместе удаётся справиться с противниками, одним из которых оказывается парень по имени Вэйфан.
К башне Западного Лотоса приходит девушка Снежная Ваза в надежде вступить в ряды клана. Когда глава клана Дай подходит к ней, она достаёт меч и пытается его убить, но её попытка заканчивается неудачей, и она убегает. Когда Вэйфан проходит через лес, к нему подходит слепая чародейка с просьбой отвести её к Даю. Она говорит Даю, что меч Зелёной Судьбы превзошёл его меч и, чтобы править боевым миром, Даю необходим этот меч. Дай не хочет штурмовать дом брата императора, но чародейка советует отправить туда Вэйфана, поскольку, по её словам, парень и меч связаны судьбой.
Сюлянь прибывает в Пекин, где отправляется в дом господина Тэ, который ей как отец. Сын господина Тэ приветствует её и показывает Меч Судьбы, также напомнив о любви между ней и Ли Мубаем. В ту ночь, когда Вэйфан пробирается в их дом, чтобы украсть меч, появляется Снежная Ваза и противостоит ему. Во время боя Ваза видит родинку на груди Вэйфана, что отвлекает её и позволяет парню сбежать. Ваза зовёт на помощь, после чего приходит Сюлянь и ловит парня. Снежная Ваза просит Сюлянь обучить её мастерству.
В таверне Мэн Сычжао, всадник в маске, пришедший на помощь Сюлянь, призывает воинов присоединиться к нему защитить дом Тэ. Четыре воина присоединяются к Сычжао во время драки, и он берёт их на дело: Летящий Клинок Шаньдуна, Громовой Кулак Чань, Серебряный Дротик Ши и Черепаха Ма.
Сюлянь начинает обучать Вазу. В ту ночь Мэн Сычжао и его воины приходят в дом Тэ. Сюлянь потрясена, увидев своего давнего возлюбленного, поскольку все думали, что он был убит Даем. Сычжао объясняет, что был влюблён в Сюлянь, но знал, Ли Мубай — её настоящая любовь, и специально решил уйти в горы в поисках просветления, поскольку пока он был жив, Ли Мубай не попросил бы руки Сюлянь.
Дай возмущается тем, что Вэйфан не справился с заданием, и отправляет свою элитную воительницу, Богомола, за мечом. Во время её нападения погибают Серебряный Дротик и Черепаха. Снежная Ваза пытается освободить Вэйфана из клетки во дворе, но на неё нападает Богомол, и пленник узнаёт, где находится меч. Слепая чародейка дерётся с Сюлянь в зале мечей, в результате чего убивает сына господина Тэ, когда Сюлянь отказывается отдать меч.
Когда жители дома Тэ оплакивают убитых товарищей, Ваза рассказывает Вэйфану о его прошлом. Его родила легендарная воительница Хань Мэй. Однако, когда он был младенцем, его мать заменила его на Снежную Вазу. Хань Мэй воспитала Снежную Вазу как свою собственную дочь, но никогда не прекращала поиски своего сына. В конце концов, когда мать нашла сына в клане Западного Лотоса, её убил Дай и, перед смертью она умоляла Снежную Вазу разыскать Вэйфана.
Зная, что Дай пошлёт своих людей убить Вэйфана, Снежная Ваза освобождает пленника и приходит в ужас, услышав, что Вэйфан украл меч. Сычжао выслеживает беглеца, и они сражаются на замёрзшем озере. Учитель Вэйфана, Железный Ворон приходит туда и наносит ранение Сычжао, тем самым позволив своему ученику сбежать и добраться до Западного Лотоса. Вэйфан предлагает меч Даю, но пытается его убить, чтобы отомстить за свою мать. Сюлянь и воины приходят сражаться с кланом Западного Лотоса. Слепая чародейка погибает от рук Сюлянь. Богомол убивает Летящего Клинка и Громового Кулака, но после драки с Вазой получает смертельное ранение. Мэн Сычжао противостоит Даю, в результате убивает его его же мечом.
Снежная Ваза залечивает раны и присоединяется к Сюлянь, Сычжао и Вэйфану, когда они берут меч Зелёной Судьбы, чтобы доставить его в горы Удан.

## В ролях
- Донни Йен — Мэн Сычжао / Тихий Волк
- Мишель Йео — Юй Сюлянь
- Гарри Шам-младший — Вэйфан
- Наташа Лю Бордиццо — Снежная Ваза
- Джейсон Скотт Ли — Дай
- Юджиния Юань[англ.] — слепая чародейка
- Роджер Юань[англ.] — Железный Ворон
- Жужу Чань[англ.] — Серебряный Дротик Ши
- Крис Пэнг — Летящий Клинок
- Вун Янг Пак — Громовой Кулак Чань
- Дэррил Квон — Черепаха Ма
- Вероника Нго — Богомол

## Восприятие
На сайте Rotten Tomatoes фильм получил средний рейтинг кинокритиков в 20 % на основании 35 рецензии и оценку 5,15 балла из 10. По данным ресурса Metacritic, средний рейтинг критиков, исходя из 13 обзоров, составил 47 баллов из 100, а пользователи дали оценку в 5,3 балла из 10.